# Utställningskatalog

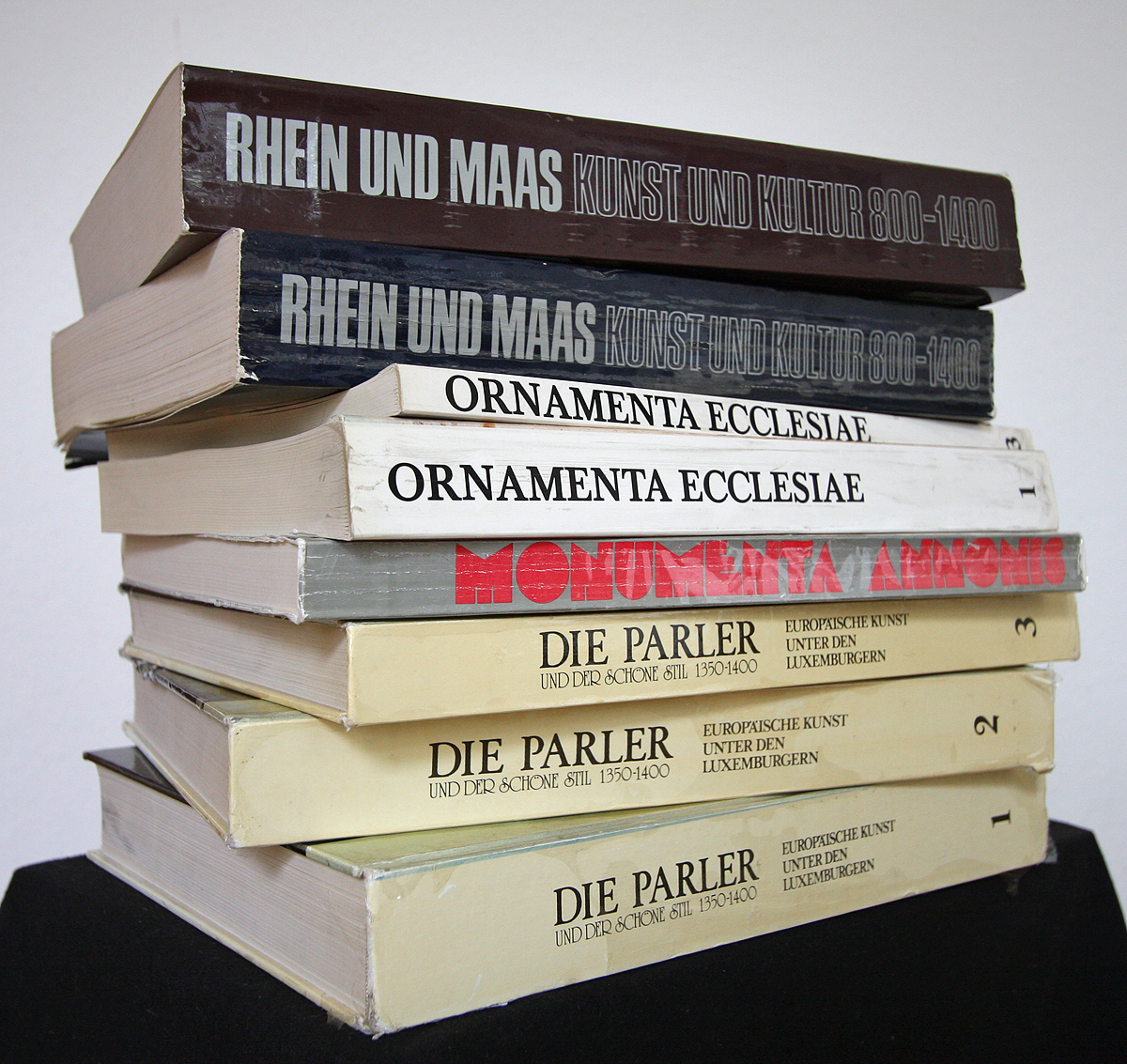
Utställningskataloger från Museum Schnütgen i Köln.

En utställningskatalog är en trycksak som antingen är en förteckning över föremål på en konst-, design- eller museiutställning, eller en lista över utställare på en mässa. Utställningskataloger för konst-, design- och museiutställning kan variera från att vara en enkelt tryckt sida till illustrerade böcker med essäer och andra sorters texter eller exklusiva "coffee table books". I och med att flerfärgstryck blev billigt på 1960-talet så utvecklades utställningskatalogen från enkla, ofta broschyrliknande, förteckningar med flera verk per sida, till stora övergripande böcker, antingen ämnade för akademiska studier eller för att attrahera en större publik.

## Galleri

Exempel i kronologisk ordning
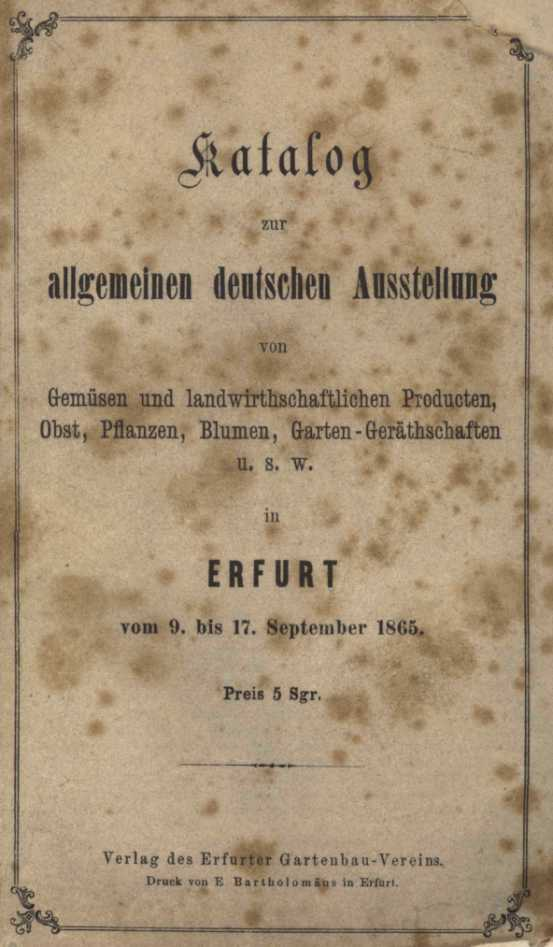
Katalog för en trädgårdsutställning, 1865 Erfurt.
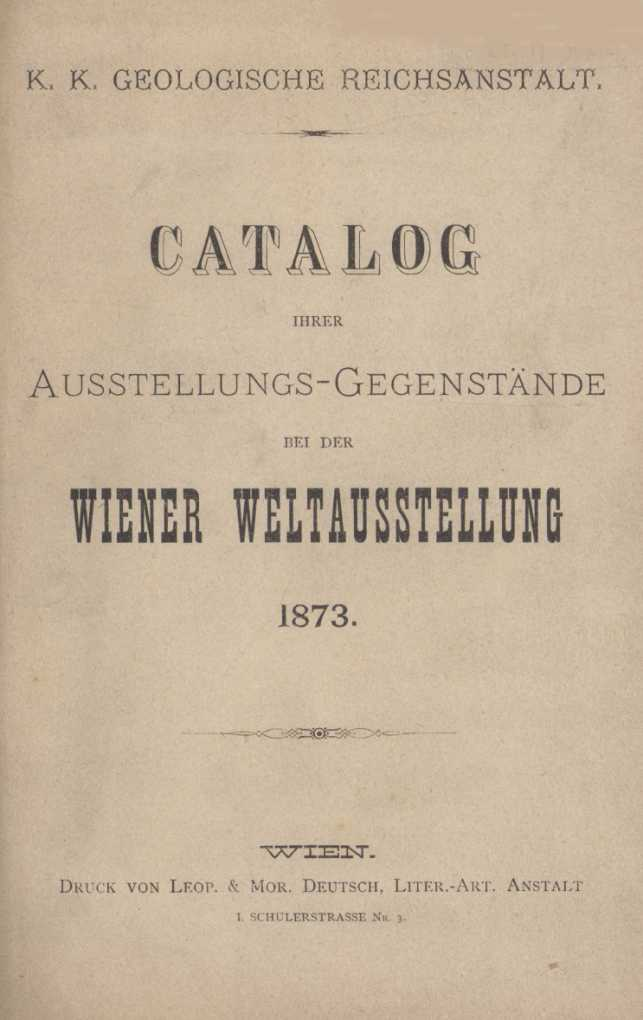
Utställningskatalog för Geologische Reichsanstalt, 1873 Wien.
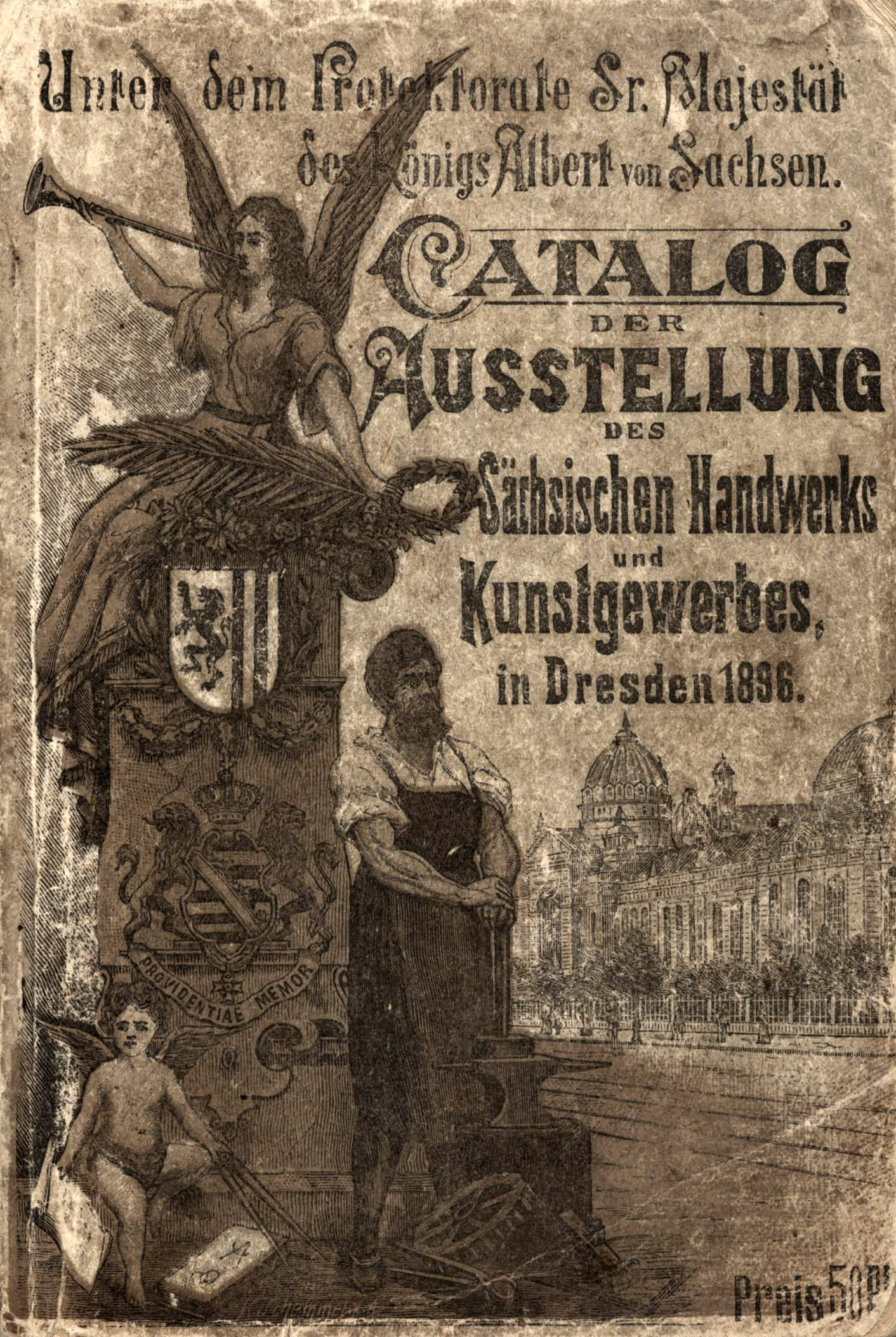
Katalog för en mässa i  Dresden 1896.
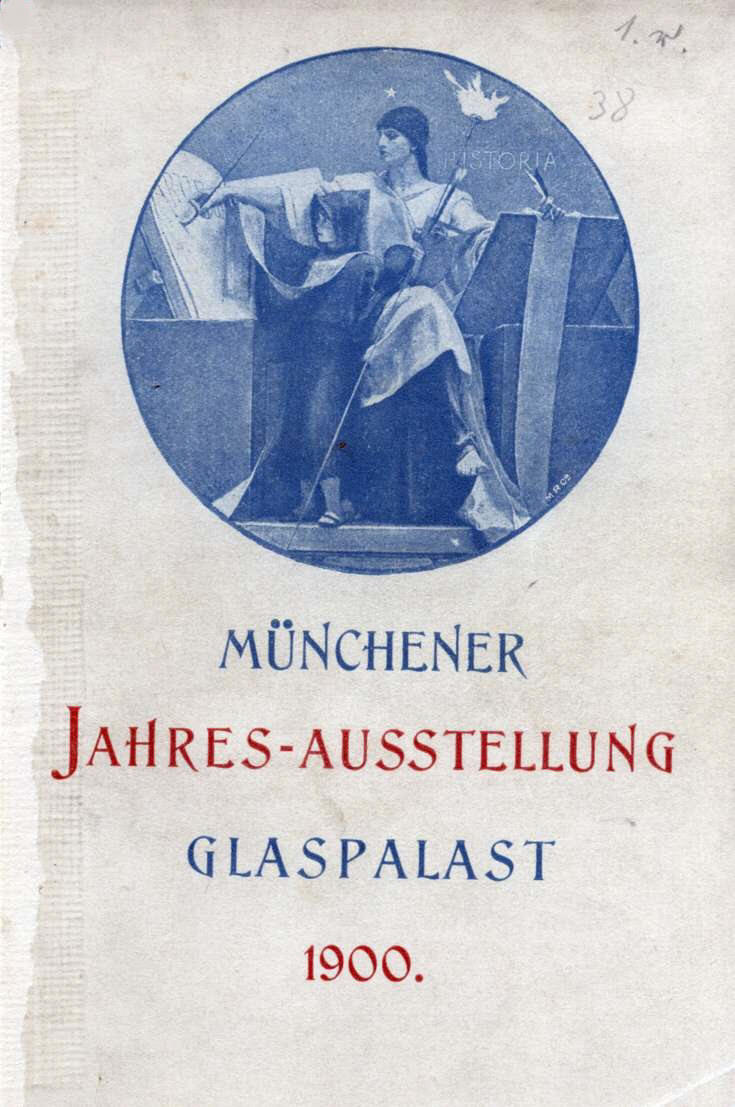
Katalog för konstutställning i München 1900.
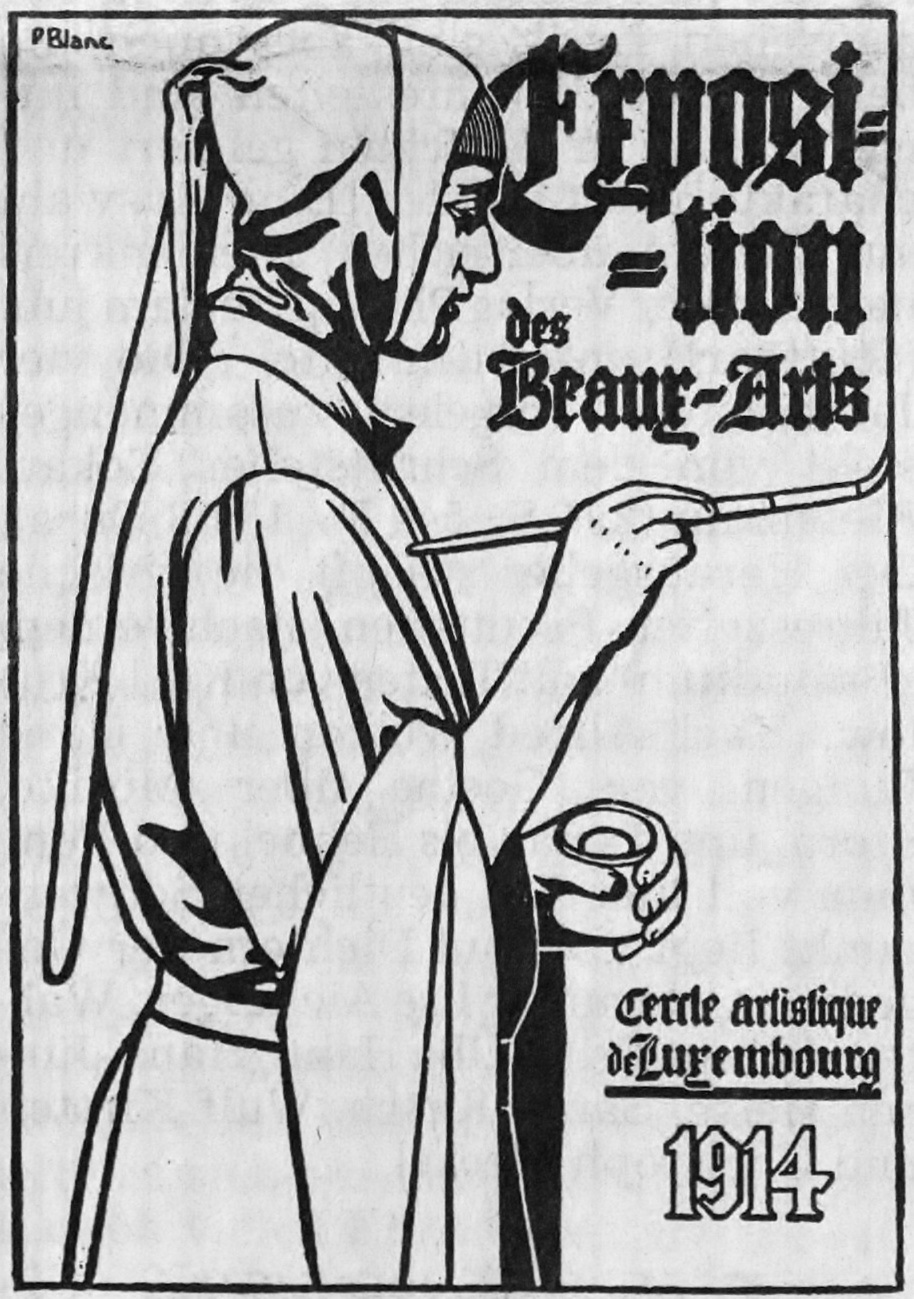
Katalog för Exposition des Beuxs Arts, Luxemburg 1941. Grafisk formgivning av Pierre Blanc.
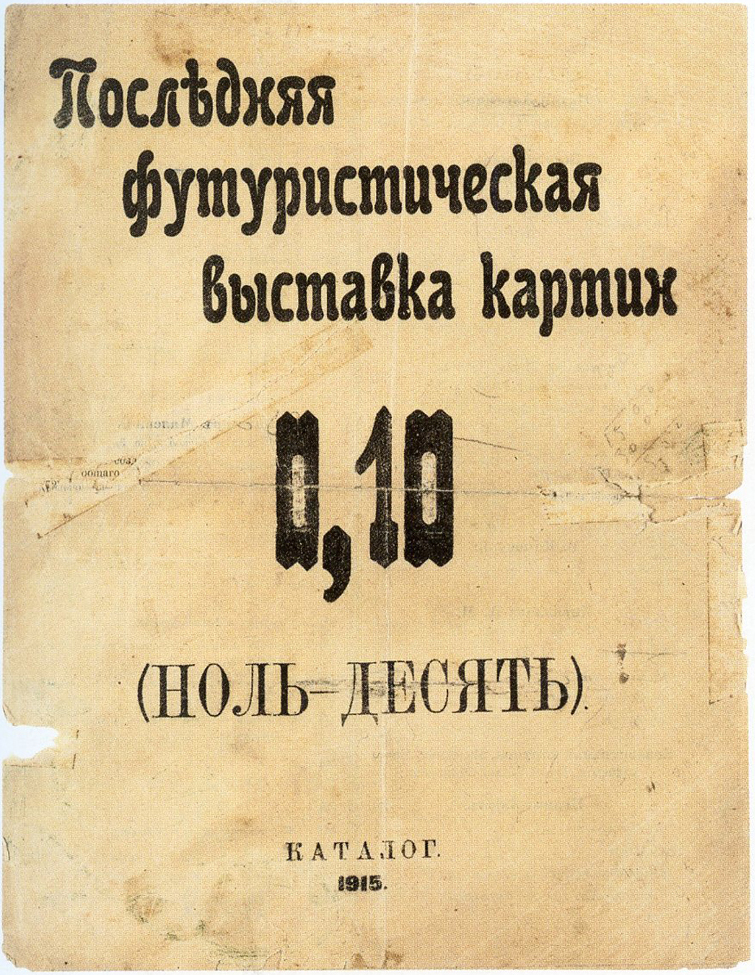
0.10 Обложка каталога, katalog för rysk futuristutställning 1915.
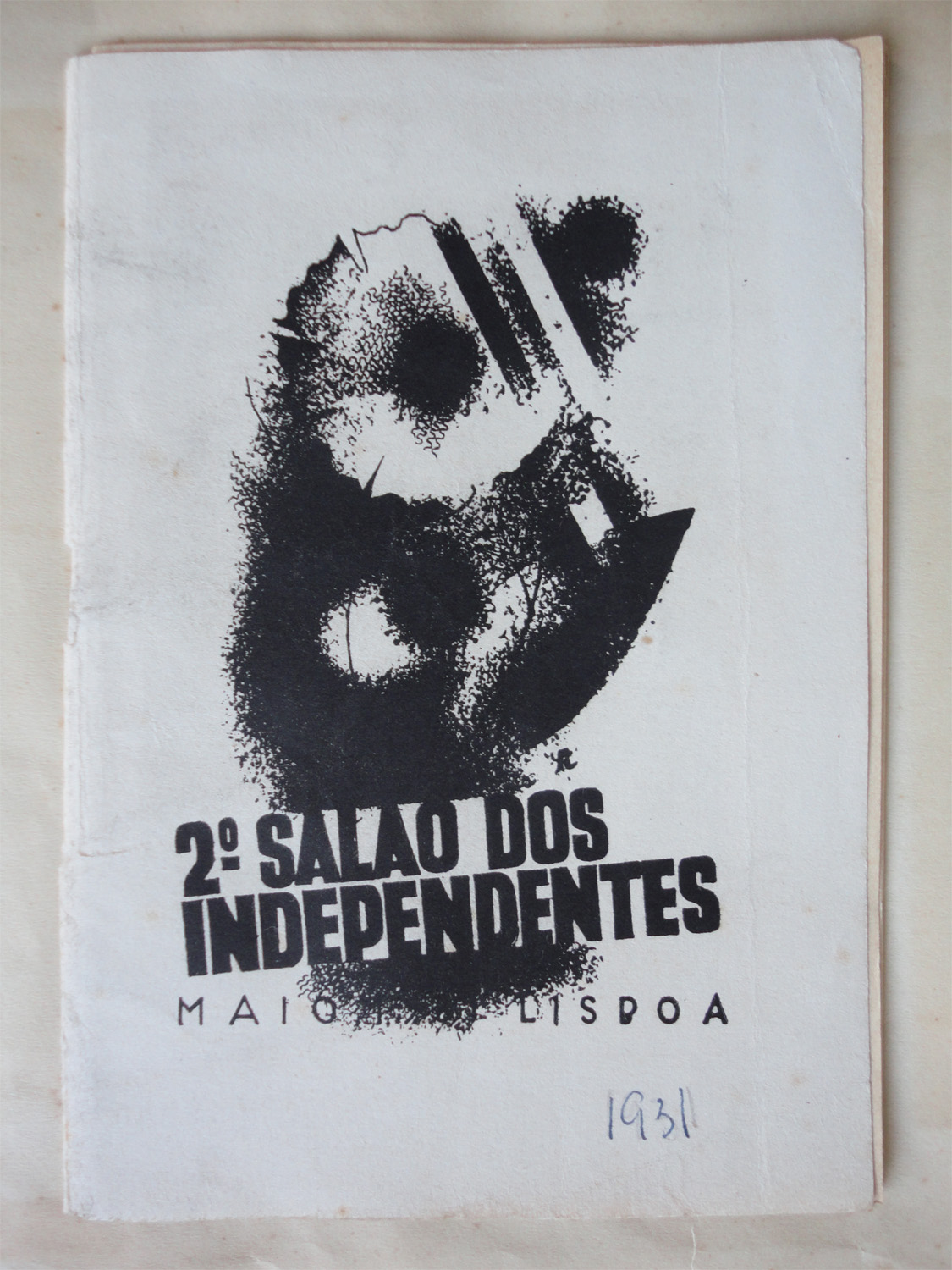
2:nd Salao dos Independentes, katalog för spansk utställning 1931.
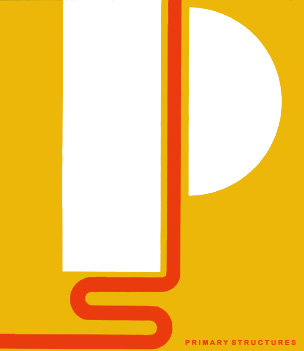
Utställningskatalog för Primary Structures, USA 1966.
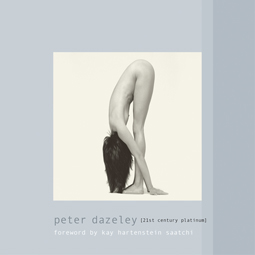
Katalog för fotografen Peter Dazeleys utställning 21st century platinum exhbition, England 2003.